# Sinumelon serlense
Sinumelon serlense är en snäckart som beskrevs av Tom Iredale 1937. Sinumelon serlense ingår i släktet Sinumelon och familjen Camaenidae. Inga underarter finns listade i Catalogue of Life.